# Silver City (Nouveau-Mexique)
Pour les articles homonymes, voir Silver City.
La ville de Silver City est le siège du comté de Grant, situé dans l’État du Nouveau-Mexique, aux États-Unis.

## Source
- (en) Cet article est partiellement ou en totalité issu de l’article de Wikipédia en anglais intitulé « Silver City, New Mexico » (voir la liste des auteurs).